# Heinz Flohe
Heinz "Flocke" Flohe (28 de gener de 1948 - 15 de juny de 2013) va ser un futbolista i entrenador de futbol alemany.